# Rohnehöhe
Rohnehöhe är ett berg i Österrike, på gränsen till Tyskland.   Det ligger i distriktet Bregenz och förbundslandet Vorarlberg, i den västra delen av landet, 500 km väster om huvudstaden Wien. Toppen på Rohnehöhe är 1 639 meter över havet.
Terrängen runt Rohnehöhe är huvudsakligen lite bergig. Närmaste större samhälle är Mittelberg, 19,9 km sydost om Rohnehöhe. 
I omgivningarna runt Rohnehöhe växer i huvudsak blandskog. Runt Rohnehöhe är det ganska tätbefolkat, med 144 invånare per kvadratkilometer.